# Кейт, Джордж, 10-й граф Маришаль
Джордж Кейт (англ. George Keith, 10th Earl Marischal; около 1693 — 1778) — шотландский дворянин, обычно назывался лордом-маршалом, как глава семьи, имевшей наследственное право на маршальский жезл в Шотландии, брат российского генерал-аншефа, гетмана Малороссии, позднее прусского фельдмаршала Джеймса Кейта.

## Биография
Служил в 1712 году под начальством герцога Мальборо, но после смерти королевы Анны высказался за претендента Стюарта, был подвергнут парламентом опале и заочно приговорен к смерти. В 1719 году он принимал участие в испанской экспедиции в Шотландию, был разбит и бежал на материк, долгое время жил в Испании, затем в Венеции, а с 1747 года в Берлине, где подружился с Фридрихом Великим, литературные интересы которого он разделял. Король в 1751 году назначил его послом в Париж, в 1754 году — невшательским губернатором, а в 1759 году добился у английского правительства восстановления Кейта во всех его правах и владениях.